# Омельгород
Омельгород (укр. Омельгород) — село в Александровской поселковой общине Кропивницкого района Кировоградской области Украины.
До 2020 года входило в Александровский район
Население по переписи 2001 года составляло 118 человек. Почтовый индекс — 27325. Телефонный код — 5242. Код КОАТУУ — 3520588605.